# Skavlöten

Skavlöten är ett friluftsområde vid Löttingelund, Täby kommun, Stockholms län. Skavlöten, som ligger intill Rönningesjön i närheten av Arninge, är Täby kommuns största friluftsanläggning med bland annat badplats, motionsgård, vandringsleder, skidspår och andra motionsspår samt bollplan. Anläggningen används av skolor och föreningar som friluftsgård som även är tillgänglig för allmänheten. Vintertid har skridskobana plogats på Rönningesjön.
Skavlötens friluftsområde är beläget inom Rönninge by-Skavlötens naturreservat.
Den 23 september 2009 skedde ett uppmärksammat rån mot en värdedepå i Västberga i södra Stockholm och som flyktmedel användes en helikopter. Helikoptern lämnades vid skogsbrynet på ett fält mellan Skavlötens motionsgård och Rönninge by.

## Bilder

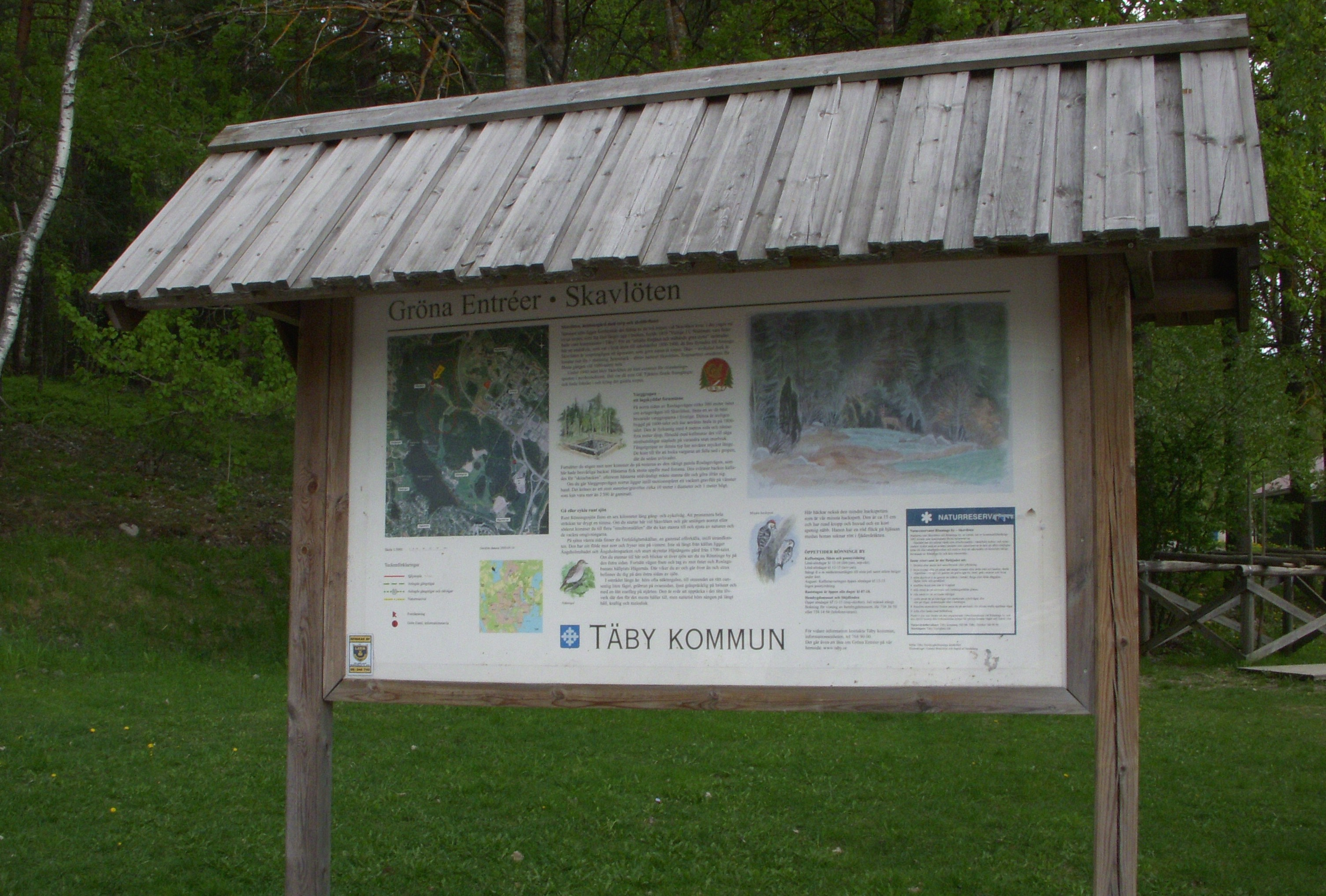
Informationstavla
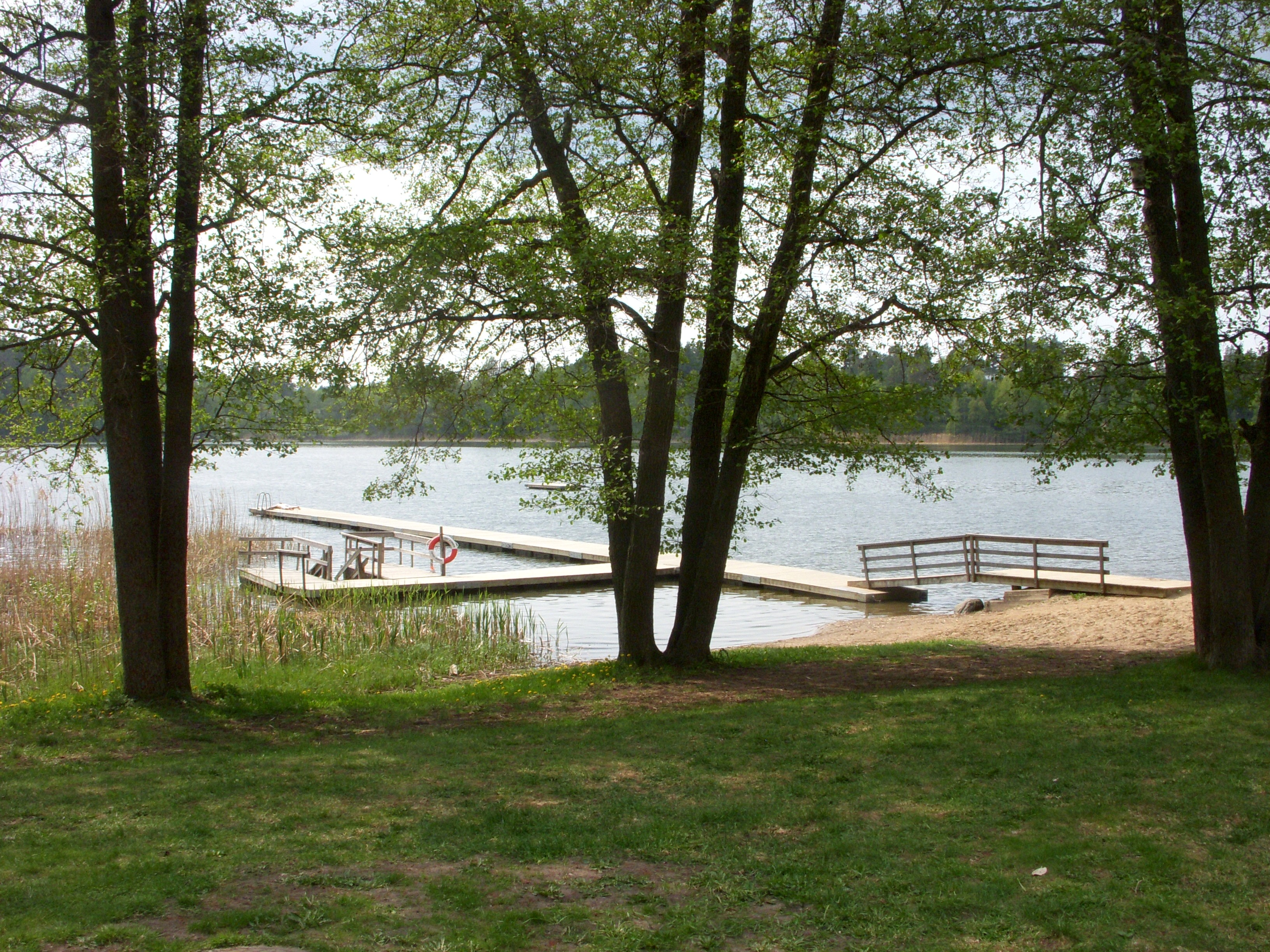
Badplatsen
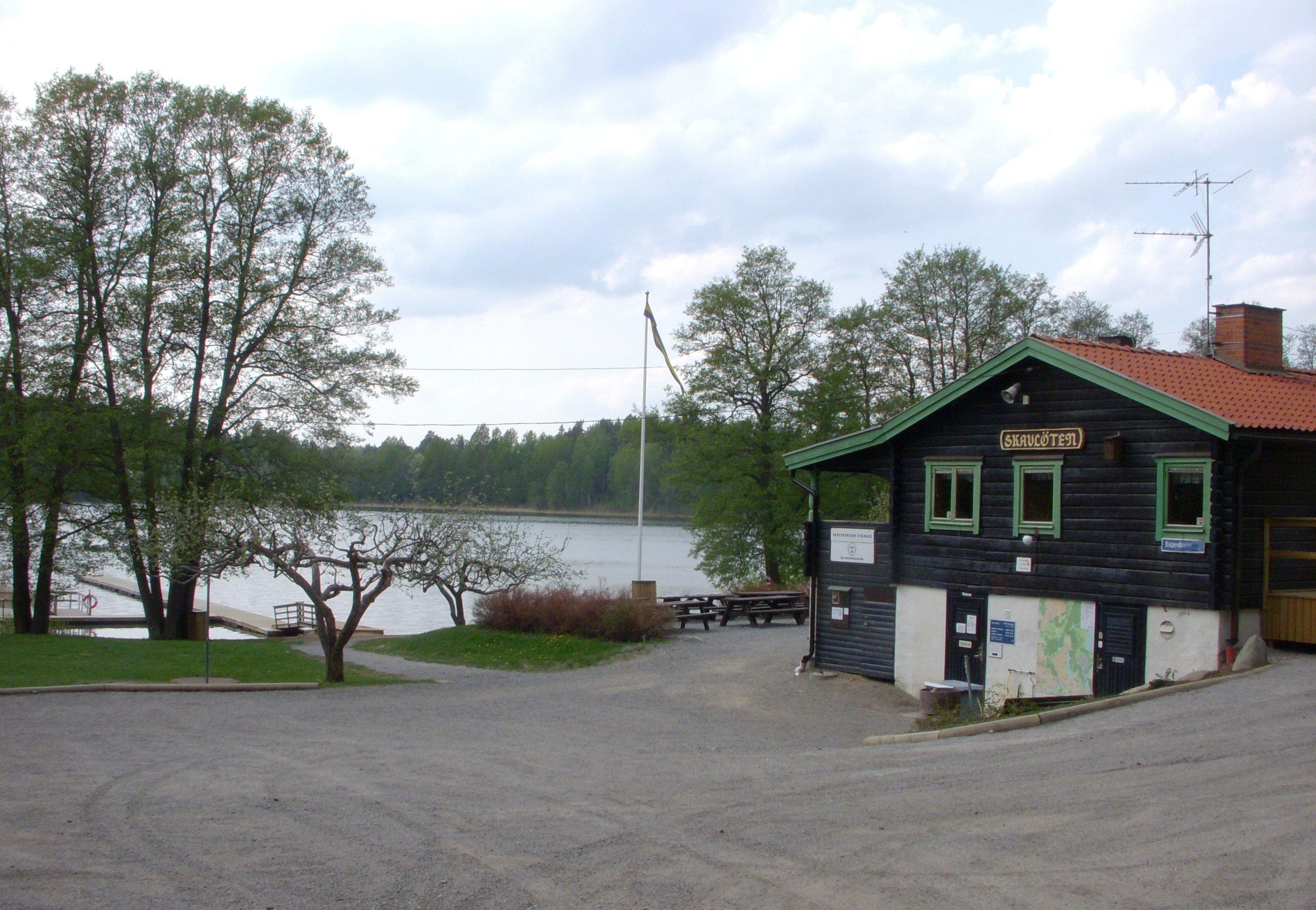
Friluftsgården
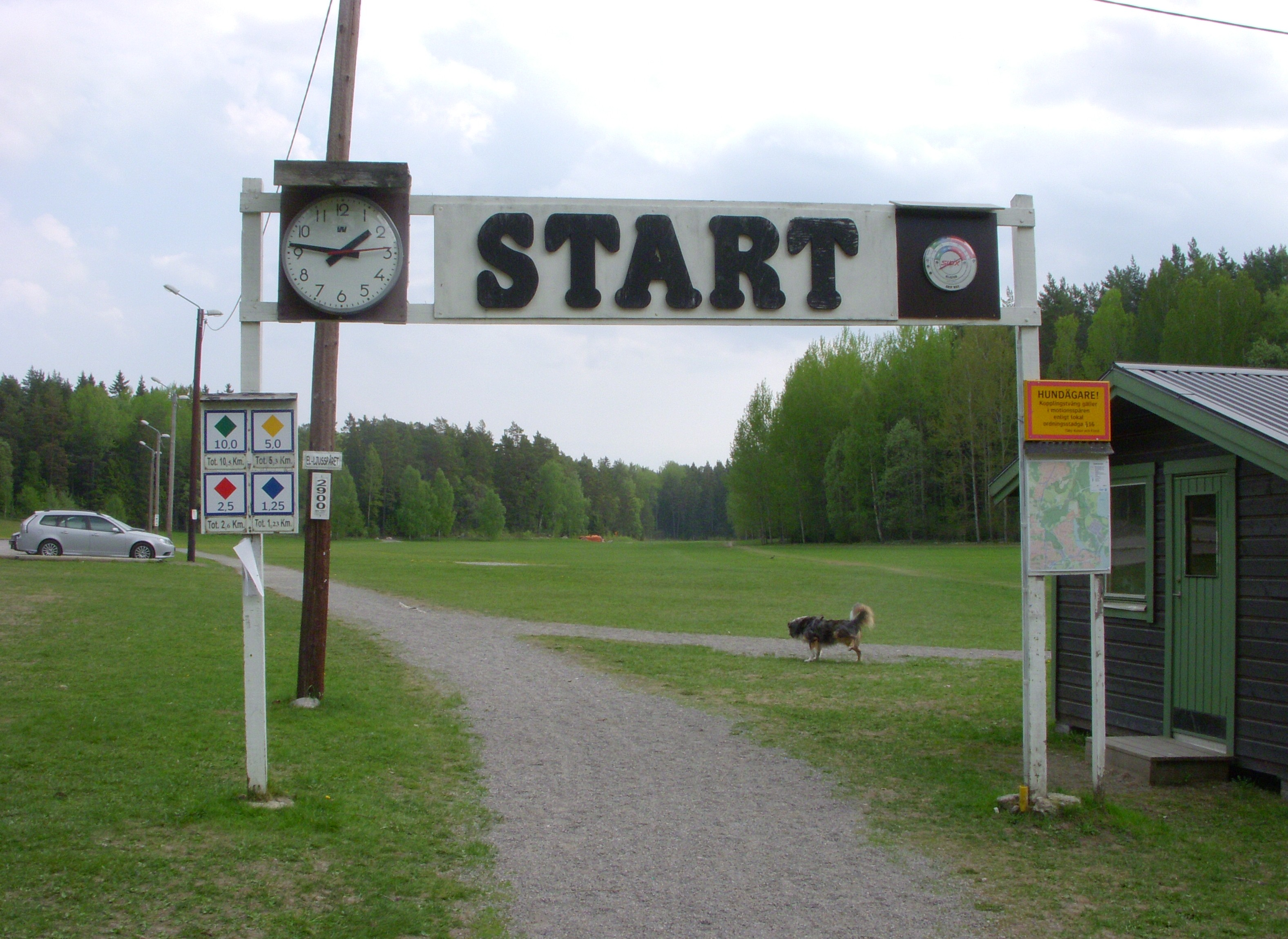
Motionsspår, start/mål